# Superturismo

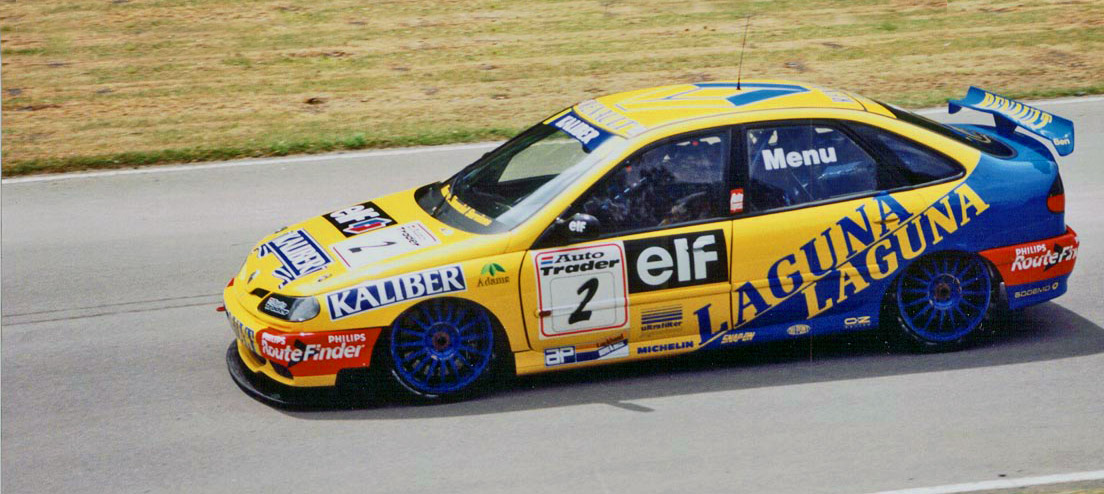
Um Renault Laguna construído para a categoria Superturismo competindo no BTCC de 1996.

Superturismo, Classe 2 ou Classe II foi a designação de uma categoria de automóveis de competição atribuída pela Federação Internacional do Automóvel (FIA) no seu International Sporting Code (ISC) em 1993, que denota carros de turismo nacionais.
Ela foi baseada na "2 litre Touring Car Formula" criada para o Campeonato Britânico de Carros de Turismo (BTCC) em 1990. A FIA organizou um Campeonato Mundial para a categoria a cada ano entre 1993 e 1995, e adotou o termo "Super Tourer" a partir de 1995.

## Histórico
A categoria Superturismo substituiu o Grupo A como regra geral para quase todos os campeonatos de carros de turismo ao redor do mundo, mas os custos crescentes e a consequente retirada de várias equipes levaram ao colapso da categoria no final dos anos 90. Os carros pareciam com carros de produção, no entanto alterações muito custosas precisavam ser feitas para criar espaço para  os pneus de competição.
Um exemplo disso, foi a Super Tourenwagen Cup (STW), na Alemanha que ocorreu entre 1994 e 1999, preenchendo o espaço deixado com o fim da Deutsche Tourenwagen Meisterschaft (DTM), com motores V-6 de 2,5 litros em 1996. No ano 2000, a Deutsche Tourenwagen Masters (mantendo a mesma sigla "DTM") deu continuidade à categoria com motores V-8 de 4 litros.

## Especificações
Os carros Superturismo, deviam ter um mínimo de 4,20 m de comprimento, com quatro portas, o que equivale no mínimo a um pequeno sedan familiar. A capacidade do motor não podia ser maior que 2 litros e ele não podia ter mais que seis cilindros, precisava ser obrigatoriamente aspirado, e apenas duas rodas podiam ser tracionadas e controladas.
Para homologação, inicialmente ao menos 2.500 unidades do modelo precisavam ter sido produzidas. Em 1995, para limitar o número de homologações concedidas, esse número foi aumentado para 25.000 unidades.

## Superturismo no Brasil
A categoria começou no Brasil no estado do Rio Grande do Sul em 10 de setembro de 2016. É conhecida como o Campeonato Gaúcho de Superturismo. Na categoria que competem qualquer marca de carros de turismo, nacionais ou importados. O certame atualmente possui cinco divisões, foi criado com o objetivo de reunir o maior número possível de carros que estavam parados devido à falta de um campeonato atrativo.
A prova inaugural, em 10 de setembro de 2016, contou com um grid de 30 carros durante as 6 Horas de Guaporé. Na primeira prova do ano de 2019, que aconteceu em Santa Cruz do Su, e contou com 26 carros.

## Superturismo em Portugal
A categoria existiu entre 1993 e 1996, misturando viaturas com regras de superturismo e viaturas do antigo Grupo A, assim como veículos da categoria Produção (numa tentativa de aumentar os concorrentes no campeonato). Assim passou-se a denominar Campeonato Nacional de Velocidade (CNV). 
O campeão de 1993 foi Ni Amorim (actual presidente da FPAK), ao volante de um Opel Astra GSI da TPM Motorsport. Ele que também participaria na Taça Mundial da FIA para Turismos em 1993, bem como no Grande Prémio de Macau, na mítica Corrida da Guia (1994 e 1995). Anos mais tarde, Ni Amorim foi convidado a conduzir para a Opel, mas com o modelo Vectra, no Campeonato Espanhol de Turismos (CET), assim como no DTM, mas pilotando um Opel Calibra (através da influência do saudoso Domingos Piedade). 
Em 1994, Pedro Leite Faria assegurou o título de campeão, conduzindo o Toyota Carina E, inscrito pela Salvador Caetano (empresa responsável pela entrada da Toyota em Portugal e que mantém a ligação de sempre à marca japonesa de Nagoya). Ni Amorim acabou como vice-campeão (novamente aos comandos do Opel Astra GSI) e Jorge Petiz foi terceiro classificado (num BMW 318 I E36, inscrito pelo concessionário S. Conrado BMW). 

## Ligações Externas
- SuperTouringRegister.com – archive of cars built to Super Touring regulations
- SuperTouringCars.net – Super Touring homepage with cars, facts, links, news, parts, photos